# Jan Maijenstraat 11-17
Jan Maijenstraat 11-17 is een complex aan de Jan Maijenstraat in Amsterdam-West.

## Gebouw
In de jaren twintig verrees hier toen Nieuw-West. Men verwachtte tevens veel kinderen, want er verscheen in dit gebouw een viertal scholen, terwijl er om de hoek in de Marco Polostraat, Balboastraat en Verspuccistraat ook scholen gepland en gebouwd werden. Architect J.W. Frantzen ontwierp voor de Dienst Publieke Werken een gebouw, waarbij elementen van de Amsterdamse School en het Expressionisme elkaar ontmoeten. De grote oppervlakte aan baksteen van wisselende kleur wordt onderbroken door vensterstroken, waarbij in de vensters plastische vormen zijn aangebracht. Die golvingen zijn ook terug te vinden in het ondersteunend baksteen. Verder is er natuursteen terug te vinden. Het gehele pand is symmetrisch gebouwd en is ingeklemd tussen de aansluitende woningen.
De aanbesteding van dit kolossaal gebouw vond plaats in december 1925, waarbij een aannemer kans zag het complex voor 227.860 gulden te bouwen. In oktober 1926 werden onderwijzers en onderwijzeressen van nabijgelegen scholen overgeplaatst.
De school kende als andere lange gangen aan de straatkant en leslokalen aan de achterkant, waarbij de leerlingen uitkeken op de speelplaats. De vier scholen Jan Evertsenschool, Vespuccischool, Jan Maijenschool en Mercatorschool zouden allemaal opgaan in die laatste. In 1994 viel het doek ook voor die school. Het gebouw kwam leeg te staan en werd grondig gerestaureerd, waarbij de lokalen op de eerste verdieping omgebouwd werden tot kleine wooneenheden.
Sinds 2003 is het gebouw beschermd als rijksmonument.
Na een nieuwe verbouwing die in 2010 begon is op de benedenverdieping (begane grond) in 2011 de Meesteropleiding Coupeur gevestigd, een school voor het maken van theaterkostuums en modekleding.

## Omgeving
De binnenplaats van de school werd vanaf 2011, met medewerking van onder anderen stadsecoloog Martin Melchers, tuinarchitecte Sanne Horn en paviljoenarchitect Dick Overduin omgevormd tot een 1600 m² grote stiltetuin, die in 2013 werd geopend met de naam Tuin van Jan. Jan verwijst hier naar zowel de Jan Maijenstraat (waar het aan ligt) als de Jan Evertsenstraat (de tuin kijkt uit op de achtergevels). Bij de aanleg van de tuin, die in een buurt is gelegen waar door de verstening vaak wateroverlast is, werd ervoor gezorgd dat de tuin met vijvers een bufferfunctie heeft voor de opvang van regenwater. Zo stroomt regenwater dat op het dak van het schoolgebouw valt direct de vijver in. De tuin wordt onderhouden door buurtbewoners.
Recht tegenover het schoolgebouw staat de Jeruzalemkerk van architect Ferdinand B. Jantzen en eveneens rijksmonument, net als schoolgebouw en plantsoen symmetrisch van opzet. De woonhuizen ten oosten van zowel schoolgebouw als kerk zijn gemeentelijk monument. Aan de achterzijde van het voormalige schoolgebouw kijkt men aan tegen een woon/winkelgalerij aan de Jan Evertsenstraat 94-140, allemaal gemeentelijke monumenten.